# Lianna Haroutounian
Lianna Haroutounian ist eine armenische Opernsängerin der Stimmlage Sopran.

## Leben und Wirken
Lianna Haroutounian wuchs in der Kleinstadt Mezamor auf. Sie studierte Gesang und Klavier am Staatlichen Konservatorium Jerewan und am Centre de Formation Lyrique der Pariser Opéra Bastille. Engagements führten sie zunächst an verschiedene Bühnen wie das Stadttheater Bern, die Opéra de Tours, die Opéra de Massy sowie die Griechische Nationaloper. Im Jahr 2013 debütierte sie am Londoner Royal Opera House als Ersatz für eine erkrankte Kollegin als Elisabeth von Valois in Verdis Don Carlos unter der musikalischen Leitung von Antonio Pappano. Weitere Auftritte an diesem Haus folgten als Hélène in Stefan Herheims Neuproduktion von Les vêpres siciliennes, Mimi in La Bohème, Cio-Cio-San in Madama Butterfly und als Leonore in einer David-Bösch-Neuinszenierung von Il Trovatore.
Gastspiele führten sie seither an führende Opernhäuser, unter anderem an die Metropolitan Opera, wo sie 2015 als Elisabeth in Don Carlos debütierte und 2016 als Amelia in der erfolgreichen Wiederaufnahme von Simon Boccanegra an der Seite von Plácido Domingo sang. Weiters gastierte sie zum Beispiel am Teatro Real Madrid, am Teatro San Carlo, an der Opéra de Marseille, der San Francisco Opera (Titelpartien in Tosca, Madama Butterfly und Manon Lescaut), am Teatre del Liceu Barcelona, an der Oper Brüssel, der Oper Breslau, der Chicago Opera und der Seattle Opera.
Im deutschsprachigen Raum trat sie unter anderem an der Wiener Staatsoper (2018 als Cio-Cio-San), der Hamburgischen Staatsoper, der Berliner Staatsoper, der Oper Frankfurt und am Opernhaus Zürich auf.
Haroutounian gastierte außerdem bei Festivals wie dem Annecy Classic Festival und beim Verbier Festival. Sie arbeitete mit zahlreichen renommierten Dirigenten zusammen, darunter Daniel Harding, James Levine,  Yannick Nézet-Séguin, Fabio Luisi, Nicola Luisotti, Andrea Molino, Gianandrea Noseda, Renato Palumbo, Richard Farnes, Alain Altinoglu, Dan Ettinger, Andrea Molino, Massimo Zanetti, James Gaffigan und Steven Sloane.
Neben ihren Opernengagements gab sie Liederabende in Frankreich, Spanien, Italien und in Armenien und wirkte auch bei der Aufführung von großen Chor-Orchesterwerken mit. Zu ihrem Repertoire zählen Mozarts Requiem, Rossinis Petite Messe solennelle, Verdis Messa da Requiem sowie die Stabat mater-Vertonungen von Rossini, Dvořák und von Francis Poulenc.

## Opernrepertoire (Auswahl)
- Verdi: Leonora in Il trovatore, Violetta Valéry in La traviata, Hélène in Les vêpres siciliennes, Amelia in Simon Boccanegra, Amelia in Un ballo in maschera, Elisabetta di Valois in Don Carlos, Desdemona in Otello
- Puccini: Titelrolle in Manon Lescaut,  Mimì in La Bohème, Titelrolle in Tosca und Cio-Cio-San in Madama Butterfly, Titelrolle in Suor Angelica
- Gounod: Marguerite in Faust
- Cilea: Titelrolle in Adriana Lecouvreur
- Giordano: Titelrolle in Fedora
- Leoncavallo: Nedda in Pagliacci
- Tschaikowski: Lisa in Pique Dame, Titelpartie in Jolanthe.

## Aufnahmen (Auswahl)

### Tondokumente
- Umberto Giordano: Fedora. Mit u. a. Lianna Haroutounian (Titelrolle), Luciano Ganci, Valentina Mastrangelo, Franco Vassallo, Marcel Beekman, Niederländisches Radio Philharmonieorchester, Chor des Niederländischen Rundfunks, Dirigent: Giampaolo Bisanti. Aufnahme September 2021 am Concertgebouw Amsterdam (ORF)[9]

### Filmdokumente
- Giuseppe Verdi: Les vêpres siciliennes. Mit u. a. Lianna Haroutounian (Hélène), Bryan Hymel, Michael Volle, Erwin Schrott, Chor und Orchester des Royal Opera House, Dirigent: Antonio Pappano, Regie: Stefan Herheims (DVD, Opus Arte, Warner Classics; 2015)
- Giuseppe Verdi: Il trovatore. Mit u. a. Lianna Haroutounian (Leonore), Gregory Kunde, Vitaliy Billy, Anita Ratschwelischwili, Orchester des Royal Opera House, Dirigent: Richard Farnes, Regie: David Bösch (DVD, Opus Arte; 2017)